# Echinostylinos shimushirensis
Echinostylinos shimushirensis är en svampdjursart som beskrevs av Koltun 1970. Echinostylinos shimushirensis ingår i släktet Echinostylinos och familjen Phellodermidae. Inga underarter finns listade i Catalogue of Life.